# Йоана Олтяну
Йоана Олтяну (25 лютого 1966) — румунська академічна веслувальниця.
Олімпійська чемпіонка 1996, 2000 років у складі вісімки, срібна призерка 1992 року в складі вісімки.
Чемпіонка світу 1993, 1997, 1998, 1999 років у складі вісімки, срібна призерка 1995 (вісімки), 1997 (розпашні четвірки без стернової) років, бронзова призерка 1994 (вісімки), 1998 (парні двійки) років.